# Santuario Diocesano de Nuestra Señora de La Merced
Santuario Diocesano Nuestra Señora de la Merced es una iglesia de estilo barroco colonial tardío y muestras de estilo neoclásico en su fachada, dedicado a la Bienaventurada Virgen María en la advocación de Nuestra Señora de La Merced, patrona de la ciudad de Santiago de los Caballeros de León en Nicaragua.
El nombre de esta advocación mariana alude a la misericordia de Dios con sus hijos, pues ha dejado en la persona de la Virgen María una auténtica madre, un canal de gracia y una cabal intercesora. "Merced" significa "misericordia".

## Ubicación
El edificio se localiza junto al parque de su mismo nombre, sobre la 1.ª Av. Nor-Oeste, integrándose al espacio urbano por un atrio frontal, al que se accede desde la calle por medio de un atrio sin escalinatas, un acceso lateral la conecta con el parque.
En la perspectiva de la calle donde se sitúa, se observan dos perfiles arquitectónicos diferenciados: por un lado, el que forma la [iglesia, el Parque y el edificio administrativo de la Universidad Nacional Autónoma de Nicaragua, que mantienen las características ambientales y tipológicas del Centro histórico leonés; y, por otro, el opuesto donde predominan edificios nuevos o reformados con trazos modernistas y edificaciones de aspecto colonial.

## Historia
El fraile mercedario Diego de Ávila llegó a la Provincia de Nicaragua en 1766, como diestro arquitecto para construir la Catedral de León, como él mismo nos dice que cuando llegó ya existía el convento y la iglesia de Nuestra Señora de La Merced muchos años antes, cuando él llegó ya tenía techo de teja y tres naves, siendo la de en medio la más ancha y una esbelta y elegante torre que le sirve de campanario.
La antigua iglesia de La Merced fue construida al mismo tiempo que el convento del mismo nombre, aproximadamente en el año de 1762 por los Frailes Mercedarios. Posteriormente fue demolida para levantar en su mismo lugar la iglesia actual durante el siglo XVIII, construida por el maestro Pascual Somarriba y ajustada a planos atribuidos al fraile mercedario Pedro de Ávila. Contiguo a ésta, se construyó el convento de los frailes mercedarios, más tarde ocupado por el gobierno a raíz de la expulsión de las órdenes religiosas en 1830.
La Iglesia levantada por los frailes Mercedarios, fue demolida para levantar en su mismo lugar la Iglesia actual, en el siglo XVIII, de lo que tenemos datos de tradiciones que nos dice el historiador del arte colonial Diego Angulo Iñiguez: 
«Después de la Catedral, el Templo barroco más importante conservado es el de La Merced, por suerte al modernizarse recientemente su interior se ha respetado sus dos importantes portadas dieciochescas.»

## Descripción
La iglesia consta de tres naves y una torre exenta que sirve de campanario. Su portada barroca dispone de tres cuerpos separados por entablamentos y cinco calles ornamentales con relieves y medallones que se definen por medio de pilastras adosadas de fustes estriados. El cuerpo superior se reduce a una sola calle coronada por un frontón curvilíneo de influencia neoclásica. La torre tiene dos cuerpos y coronamientos con líneas sobrias, al igual que la fachada lateral, donde resalta un portal muy elaborado con un arco conopial despuntado confinado por una concentración de pilastras que ofrece una decoración recargada.
El interior tiene la nave central que culmina en el presbiterio con el altar mayor. En su sacristía conserva dos atriles de plata barroca y otras piezas de orfebrería.
La nave se apoya en columnas estilizadas de madera de una sola pieza, cuya base en tres de sus costados posee decoración pictórica que representan emblemas relacionados con la orden religiosa. Las naves laterales rematan en altares. También son apreciables los trabajos de metal de la bóveda del presbiterio. El cielo raso define las tres naves interiores.
Es la única iglesia que presenta su torre campanario fuera de la línea de fachada lo que hace suponer que fue construida posteriormente. Es predominantemente barroca sin la pureza de la iglesia de La Recolección, combinando las influencias de estos estilos como es el neoclásico en la fachada principal y el colonial en su costado Sur. Ciertos elementos en relieves, como los medallones de la fachada principal, reflejan posibles influencias de la arquitectura mexicana y guatemalteca, como lo atestiguan las ventanas de tipo antigüeño ubicadas en la parte superior de la fachada.

## Reconstrucción
Por estar muy deteriorada por los temblores, la torre fue reconstruida a finales del siglo XIX y comienzos del siglo XX conservando sus portadas laterales, esta labor la impulsó el clérigo Pompilio Peña, escolapio español llegado en 1898 e incardinado en la Diócesis de Nicaragua, en su tiempo de capellán de esta iglesia. El padre Peña fue director del Colegio Tridentino San Ramón y en 1900 fue uno de los fundadores del Instituto Nacional Central de Varones de Managua, dejando fama de excelente pedagogo. Está enterrado en el cementerio de Guadalupe, de León, en la calle central, en el panteón de una familia amiga.

## Patrimonio histórico y cultural
El Santuario Nuestra Señora de la Merced ha sido declarado Patrimonio Histórico y Cultural de la Nación según la Ley N° 782, publicada en La Gaceta, Diario Oficial, N° 30 del 15 de febrero de 2012.